# Magdalena Kemnitz
Magdalena Kemnitz (ur. 13 marca 1985 w Poznaniu) – polska wioślarka, mistrzyni świata w czwórce podwójnej kategorii lekkiej (2012), wicemistrzyni świata w dwójce podwójnej wagi lekkiej (2009), (razem z Agnieszką Renc).
Zawodniczka Posnanii Poznań, a od 9 marca 2012 LOTTO-Bydgostia Bydgoszcz.
Ukończyła X Liceum Ogólnokształcące im. Przemysła II w Poznaniu. Jest absolwentką Uniwersytetu im. Adama Mickiewicza na kierunku psychologia.
Multimedalistka Mistrzostw Polski. Najmłodsza w historii wioślarstwa uczestniczka Igrzysk Olimpijskich w Atenach (2004), gdzie wspólnie z Iloną Mokronowską zajęła szóste miejsce.
W 2009 za osiągnięcia sportowe została odznaczona Złotym Krzyżem Zasługi.
Zajmuje się psychologią sportu, jest właścicielką Strefy Psychologii Sportu. W 2015 została mistrzynią Polski amatorów w triathlonie na dystansie ironman.

## Osiągnięcia
- Igrzyska Olimpijskie – Ateny 2004 – dwójka podwójna wagi lekkiej – 6. miejsce[6].
- Akademickie Mistrzostwa Świata – 2004 – jedynka wagi lekkiej – 2. miejsce
- Puchar Świata – Monachium 2005 – dwójka podwójna wagi lekkiej – 3. miejsce
- Puchar Świata – Lucerna 2005 – dwójka podwójna wagi lekkiej – 3. miejsce
- Mistrzostwa Świata – Gifu 2005 – dwójka podwójna wagi lekkiej – 4. miejsce[6].
- Puchar Świata – Monachium 2006 – dwójka podwójna wagi lekkiej – 3. miejsce
- Mistrzostwa Świata – Eton 2006 – dwójka podwójna wagi lekkiej – 8. miejsce[6].
- Akademickie Mistrzostwa Europy – Brive-la-Gaillarde 2006 – dwójka podwójna wagi lekkiej – 1. miejsce
- Mistrzostwa Świata – Monachium 2007 – dwójka podwójna wagi lekkiej – 10. miejsce[6].
- Mistrzostwa Europy – Poznań 2007 – dwójka podwójna wagi lekkiej – 2. miejsce[6].
- Akademickie Mistrzostwa Europy – Banyoles 2007 – dwójka podwójna wagi lekkiej – 2. miejsce
- Akademickie Mistrzostwa Europy – Banyoles 2007 – czwórka podwójna wagi lekkiej – 2. miejsce
- Puchar Świata – Poznań 2008 – czwórka podwójna wagi lekkiej – 2. miejsce
- Mistrzostwa Świata – Linz 2008 – czwórka podwójna wagi lekkiej – 2. miejsce
- Akademickie Mistrzostwa Europy – Zagrzeb 2008 – dwójka podwójna wagi lekkiej – 1. miejsce
- Akademickie Mistrzostwa Świata – 2008 – dwójka podwójna wagi lekkiej – 1. miejsce
- Puchar Świata – Monachium 2009 – dwójka podwójna wagi lekkiej – 3. miejsce
- Mistrzostwa Europy – Brześć 2009 – dwójka podwójna wagi lekkiej – 2. miejsce[6].
- Mistrzostwa Świata – Poznań 2009 – dwójka podwójna wagi lekkiej – 2. miejsce[6].
- Akademickie Mistrzostwa Europy – Kruszwica 2009 – jedynka wagi lekkiej – 1. miejsce
- Puchar Świata – Bled 2010 – dwójka podwójna wagi lekkiej – 12. miejsce
- Puchar Świata – Lucerna 2010 – dwójka podwójna wagi lekkiej – 6. miejsce
- Akademickie Mistrzostwa Świata – Segedyn Węgry 2010 – dwójka podwójna wagi lekkiej – 1. miejsce
- Mistrzostwa Europy – Montemor-o-Velho 2010 – dwójka podwójna wagi lekkiej – 2. miejsce[6].
- Mistrzostwa Świata – Bled 2011 – dwójka podwójna wagi lekkiej – 15. miejsce
- Mistrzostwa Europy w Wioślarstwie – Płowdiw 2011 – dwójka podwójna wagi lekkiej – 6. miejsce
- Mistrzostwa Świata – Płowdiw 2012 – czwórka podwójna wagi lekkiej – 1. miejsce